# Corrección política
El término corrección política, adjetivamente políticamente correcto (en inglés, a veces abreviado P.C.) se utiliza para describir el lenguaje, las políticas o las medidas destinadas a evitar ofender o poner en desventaja a personas de grupos particulares de la sociedad. Desde finales de la década de 1980, el término se ha referido a evitar el lenguaje o el comportamiento que pueda ser percibido como excluyente, marginador o insultante en relación con grupos considerados desfavorecidos o discriminados, especialmente grupos definidos por género o etnia. En el discurso público y en los medios de comunicación, el término se utiliza generalmente de forma peyorativa, con la implicación de que se trata de políticas excesivas o injustificadas.
El uso peyorativo contemporáneo del término surgió de la crítica conservadora de la Nueva Izquierda a fines del siglo XX y se ha extendido en el común de las lenguas. Este uso inicialmente fue popularizado por una serie de artículos en The New York Times y otros medios a lo largo de la década de 1990 y fue ampliamente utilizado en el debate sobre el libro de Allan Bloom, The Closing of the American Mind, y ganó más vigencia en respuesta al libro Tenured Radicals (1990) de Roger Kimball y el libro del teórico de la conspiración Dinesh D'Souza, Illiberal Education, en 1991, en el que condenaba lo que él vio como esfuerzos liberales para avanzar en la auto-victimización y el multiculturalismo a través del lenguaje, la acción afirmativa y los cambios en el contenido de los planes de estudio de las escuelas y universidades.
Los comentaristas de la izquierda política sostienen que los conservadores usan el concepto de corrección política para restar importancia y desviar la atención de un comportamiento sustancialmente discriminatorio contra los grupos desfavorecidos. También argumentan que la derecha política impone sus propias formas de corrección política para suprimir la crítica de sus electores e ideologías preferidas. El término juega un papel importante en la guerra cultural de los Estados Unidos entre progresistas y conservadores. En menor medida en otros países. Todo esto es ciertamente una posición ideológica o ideologizada que puede ser sostenida en un criterio y el inverso, si bien parece dominar su sentido de censura a las derivas políticas izquierdistas.

## Historia
El término «políticamente correcto» se usó con poca frecuencia hasta la última parte del siglo XX. Este uso anterior no comunicó la desaprobación social generalmente implícita en un uso más reciente. En 1973, el término «políticamente correcto» apareció en una sentencia de la Corte Suprema de los Estados Unidos sobre una demanda política. El término también tuvo uso en otros países de habla inglesa en el siglo XIX. William Safire afirma que el primer uso registrado del término en el sentido moderno típico es el de Toni Cade Bambara en la antología de 1970 The Black Woman. El término probablemente entró en uso en el Reino Unido alrededor de 1975.

### De principio a mediados del siglo XX
En la primera mitad del siglo XX, la frase "políticamente correcto" se utilizó para describir la adhesión estricta a una serie de ortodoxias ideológicas. En 1934, The New York Times informó que la Alemania nazi estaba otorgando permisos de información "solo a 'arios' puros cuyas opiniones son políticamente correctas".
A medida que los movimientos marxista-leninistas ganaron poder político, la frase se asoció con acusaciones de aplicación dogmática de la doctrina, en debates entre los comunistas y los socialistas de Estados Unidos. Este uso se refiere a la línea del Partido Comunista que, a los ojos de los socialistas, proporcionó posiciones "correctas" en todos los asuntos políticos. Según el educador estadounidense Herbert Kohl, escribiendo sobre debates en Nueva York a fines de la década de 1940 y principios de la de 1950:

El término "políticamente correcto" se usó de manera despectiva, para referirse a alguien cuya lealtad a la línea de Partido Comunista anuló la compasión y condujo a malas políticas. Fue utilizado por los socialistas contra los comunistas, y estaba destinado a separar a los socialistas que creían en las ideas morales igualitarias de los comunistas dogmáticos que abogarían y defenderían las posiciones partidarias independientemente de su sustancia moral.

### Años 1970
En la década de 1970, la Nueva Izquierda estadounidense comenzó a usar el término "políticamente correcto". En el ensayo The Black Woman: An Anthology (1970), Toni Cade Bambara dijo que "un hombre no puede ser políticamente correcto y un machista también". A partir de entonces, el término se usó a menudo como sátira autocrítica. Debra L. Shultz dijo que "durante los años setenta y ochenta, la Nueva Izquierda, las feministas y los progresistas ... utilizaron su término 'políticamente correcto' irónicamente, como guardia contra su propia ortodoxia en los esfuerzos de cambio social". La P. C. se usa en el cómic Merton of the Movement, de Bobby London, que fue seguido por el término sonido ideológico, en las historietas de Bart Dickon. En su ensayo "Hacia una revolución feminista" (1992), Ellen Willis dijo: "A principios de los años 1980, cuando las feministas usaban el término" corrección política", se usaba para referirse sarcásticamente a los esfuerzos del movimiento antipornográfico por definir una "sexualidad feminista".
Stuart Hall sugiere una forma en que el uso original del término puede haberse desarrollado en el moderno:

Según una versión, la corrección política en realidad comenzó como una broma en la izquierda: estudiantes radicales en los campus estadounidenses representaban una repetición irónica de los Bad Days Days BS (antes de los años 1960) cuando cada grupo revolucionario tenía una línea partidaria sobre todo. Ellos abordarían algunos ejemplos flagrantes de comportamiento sexista o racista por parte de sus compañeros de estudios en imitación del tono de voz del comisario de Guardias rojas o de la Revolución Cultural: "¡No muy 'políticamente correcto', camarada!"

### Años 1980 y 1990
El libro de Allan Bloom, The Closing of the American Mind (1987), comenzó un debate sobre la "corrección política" en la educación superior estadounidense en los años ochenta y noventa. El profesor de estudios literarios y culturales ingleses de la CMU, Jeffrey J. Williams, escribió que el "asalto a ... la corrección política que hervía a fuego lento durante los años de Reagan, ganó un estatus de best seller con el libro de Bloom". De acuerdo con Z.F. Gamson, el libro de Bloom "atacó la facultad de 'corrección política'". Tony Platt, un profesor de Trabajo Social de la CSU, sostiene que la campaña contra la "corrección política" fue lanzada por el libro de Bloom en 1987.
Un artículo de octubre de 1990 del New York Times de Richard Bernstein se acredita con la popularización del término. En este momento, el término se usaba principalmente en la academia: "En todo el país, el término P. C., como comúnmente se abrevia, se escucha cada vez más en debates sobre lo que debería enseñarse en las universidades". Las citas de la empresa Nexis en "arcnews / curnews" revelan solo setenta citas totales en artículos con "corrección política" para 1990; pero un año después, Nexis registra 1532 citas, con un aumento constante a más de 7000 citas en 1994. En mayo de 1991, The New York Times tenía un artículo de seguimiento, según el cual el término se usaba cada vez más en un ámbito público más amplio:

Lo que se ha dado en llamar "corrección política", un término que comenzó a ganar vigencia al comienzo del año académico del otoño pasado, se ha extendido en los últimos meses y se ha convertido en el foco de un debate nacional airado, principalmente en los campus, pero también en las arenas más grandes de la vida estadounidense.

El término anteriormente oscuro, se convirtió en moneda común en el léxico de los desafíos sociales y políticos conservadores contra los métodos progresivos de enseñanza y los cambios curriculares en las escuelas secundarias y universidades de los EE. UU.. Las políticas, el comportamiento y los códigos de discurso que el hablante o el escritor consideraban como la imposición de una ortodoxia liberal, fueron descritos y criticados como "políticamente correctos". En mayo de 1991, en una ceremonia de graduación de una clase de graduados de la Universidad de Míchigan, el entonces presidente de los Estados Unidos George H.W. Bush usó el término en su discurso: "La noción de corrección política ha encendido la controversia en todo el país. Y aunque el movimiento surge del deseo loable de barrer los restos del racismo y el sexismo y el odio, reemplaza los viejos prejuicios por otros nuevos. Declara ciertos temas fuera de los límites, cierta expresión fuera de los límites, incluso ciertos gestos fuera de los límites".
Después de 1991, su uso como frase peyorativa se generalizó entre los conservadores en los Estados Unidos. Se convirtió en un término clave que encapsulaba las preocupaciones conservadoras sobre la izquierda en la cultura y el debate político de manera más amplia, así como en la academia. Dos artículos sobre el tema a fines de 1990 en Forbes y Newsweek usaron el término "policía del pensamiento" en sus titulares, ejemplificando el tono del nuevo uso. Fue el libro de Dinesh D'Souza, Illiberal Education (1991), el que "capturó la imaginación de la prensa". D'Souza utilizó una terminología crítica similar para una serie de políticas académicas en torno a la victimización, apoyando el multiculturalismo a través de la acción afirmativa, sanciones contra el discurso de odio anti minoritario y la revisión del currículo académico (a veces referido como "revienta el canon"). Estas tendencias fueron, al menos en parte, una respuesta al multiculturalismo y al aumento de la identidad política, con movimientos como el feminismo, los movimientos por los derechos de los homosexuales y los movimientos de minorías étnicas. Esta reacción recibió fondos de fundaciones conservadoras y think tanks como la Fundación John M. Olin, que financió varios libros como D'Souza.
Herbert Kohl, en 1992, comentó que varios neoconservadores que promovieron el uso del término "políticamente correcto" a principios de la década de 1990 eran antiguos miembros del Partido Comunista y, como resultado, estaban familiarizados con el uso marxista de la frase. Argumentó que, al hacerlo, tenían la intención de "insinuar que las ideas democráticas igualitarias son en realidad autoritarias, ortodoxas y de influencia comunista, cuando se oponen al derecho de las personas a ser racistas, sexistas y homofóbicos".
Durante la década de 1990, los políticos conservadores y de derecha, think tanks y oradores adoptaron la frase como un término peyorativo de sus enemigos ideológicos, especialmente en el contexto de las guerras culturales sobre el lenguaje y el contenido de los planes de estudios de las escuelas públicas. Roger Kimball, en Tenured Radicals, respaldó la opinión de Frederick Crews de que la PC se describe como "eclecticismo de izquierda", un término definido por Kimball como "cualquiera de una amplia variedad de modos de pensamiento antiestablishment desde el estructuralismo y el postestructuralismo, la deconstrucción y el analista lacaniano hasta las formas feministas, homosexuales, negras y otras formas de crítica evidentemente políticas".
Analistas liberales y de izquierda han argumentado que los conservadores y reaccionarios que usaron el término lo hicieron con el propósito de desviar la discusión política de los asuntos sustantivos de la discriminación social, como la desigualdad racial, social, de género y legal, contra personas a quienes los conservadores no considerar parte de la corriente social general. Jan Narveson escribió que "esa frase nació para vivir entre citas espantosas: sugiere que las consideraciones operativas en el área así llamada son meramente políticas, allanando las verdaderas razones de principio por las cuales deberíamos estar actuando...".
Comentando en 2001, una periodista británica, Polly Toynbee, dijo que "la frase es una mancha de derecha vacía, diseñada solo para elevar a su usuario", y, en 2010, "la frase 'corrección política' nació como una cubierta codificada para todos los que quieran decir Paki, espástico o queer ". Otro periodista británico, Will Hutton, escribió en 2001:

La corrección política es una de las herramientas brillantes que la derecha estadounidense desarrolló a mediados de la década de 1980, como parte de su demolición del liberalismo estadounidense ... Lo que los pensadores más agudos de la derecha estadounidense vieron rápidamente fue declarar la guerra a las manifestaciones culturales del liberalismo: al nivelar la acusación de "corrección política" contra sus exponentes, podrían desacreditar todo el proyecto político.

Glenn Loury escribió en 1994 que abordar el tema de la "corrección política" cuando el poder y la autoridad en el seno de la comunidad académica están siendo impugnadas por las partes en ambos lados de ese asunto, es invitar al escrutinio de los argumentos de los posibles "amigos" y "enemigos". Los combatientes de izquierda y derecha intentarán evaluar si un escritor está "a favor de ellos" o "en contra de ellos".

### Actualidad
Estudios han mostrado que el apoyo público general a la libertad de expresión está disminuyendo con el tiempo en Estados Unidos, no aumentando. Además que las personas de la izquierda política apoyan menos la libertad de expresión que las personas de la derecha en ese país, y que los graduados universitarios son más comprensivos que los no graduados. Una encuesta de 2016 de la Knight Foundation mostró que los estudiantes universitarios tienen menos probabilidades que la población en general de apoyar las restricciones de expresión en el campus.

## Uso moderno

### Medios
En los Estados Unidos, el término ha sido ampliamente utilizado en libros y revistas, pero en Gran Bretaña, el uso se ha limitado principalmente a la prensa popular. Muchos de estos autores y figuras de los medios populares, en particular los de la derecha, han usado el término para criticar lo que consideran un sesgo en los medios. William McGowan argumenta que los periodistas malinterpretan historias o ignoran historias dignas de cobertura, debido a lo que McGowan percibe como sus ideologías liberales y su temor a ofender a los grupos minoritarios. Robert Novak, en su ensayo "La corrección política no tiene lugar en la sala de prensa", usó el término para culpar a los periódicos por adoptar políticas de uso del lenguaje que, en su opinión, tienden a evitar excesivamente la aparición de prejuicios. Los autores David Sloan y Emily Hoff afirman que en los EE. UU., los periodistas ignoran las preocupaciones sobre la corrección política en la sala de redacción, equiparando las críticas de corrección política con la antigua etiqueta de "sesgo liberal de los medios".

### Educación
Gran parte del debate moderno en los Estados Unidos sobre el término fue provocado por las críticas conservadoras de los supuestos prejuicios liberales en la academia y la educación, y los conservadores lo han utilizado como una línea de ataque principal desde entonces. Estudios han afirmado que los graduados universitarios son más comprensivos que los no graduados. Una encuesta de 2016 de la Knight Foundation mostró que los estudiantes universitarios tienen menos probabilidades que la población en general de apoyar las restricciones de expresión en el campus.

### Ciencia
Los grupos que se oponen a ciertos puntos de vista científicos generalmente aceptados sobre la evolución, el tabaquismo pasivo, el sida, el calentamiento global, la raza y otros asuntos políticamente polémicos han usado el término "corrección política" para describir lo que consideran un rechazo injustificado de su perspectiva sobre estas cuestiones por parte de la comunidad científica, que sienten que está corrompida por la política liberal.

### Corrección política conservadora
"Corrección política" es una etiqueta que normalmente se utiliza para describir términos y acciones liberales, pero no para intentos equivalentes de moldear el lenguaje y el comportamiento de la derecha. Sin embargo, el término "corrección política de derecha" a veces es aplicado por comentaristas, especialmente cuando se trazan paralelos: en 1995, un autor utilizó el término "corrección conservadora" argumentando, en relación con la educación superior, que "los críticos de la corrección política muestran una ceguera curiosa cuando se trata de ejemplos de corrección conservadora. Muy a menudo, el caso es completamente ignorado o la censura de la izquierda se justifica como una virtud positiva. [...] Se perdió una perspectiva equilibrada, y todos olvidaron el hecho de que las personas todos los lados fueron a veces censurados".
En 2003, las papas fritas y las tostadas francesas fueron renombradas como "Papas fritas de libertad" y "Tostadas de libertad" en tres cafeterías de la Cámara de Representantes de Estados Unidos en respuesta a la oposición de Francia a la invasión propuesta de Irak; esto fue descrito como "contaminante del concepto ya confundido de corrección política". En 2004, el entonces líder laborista australiano Mark Latham describió los llamados conservadores a la "civilidad" en la política como "la nueva corrección política".
En 2012, Paul Krugman escribió: "la gran amenaza para nuestro discurso es la corrección política de derecha que, a diferencia de la versión liberal, tiene mucho poder y dinero detrás. Y el objetivo es mucho de lo que Orwell intentó transmitir con su noción de Newspeak: para hacer que sea imposible hablar, y posiblemente incluso pensar, sobre las ideas que desafían el orden establecido.
Después de que Mike Pence fuera abucheado en una presentación del musical Hamilton en noviembre de 2016, el presidente electo Trump lo llamó acoso y pidió un "lugar seguro". Chrissy Teigen comentó que era "precisamente lo que él [sic] y sus partidarios se burlan de la corrección política liberal".
Alex Nowrasteh del Instituto Cato definió la propia versión de la corrección política de la derecha como "corrección patriótica". La editora de Vox Dara Lind resumió la definición como "una marca de hipersensibilidad derechista que se ofende con insultos al orgullo y patriotismo estadounidense (como las protestas contra el presidente electo o al himno estadounidense) como cualquier activista de la universidad por insultos a la diversidad".

### Elecciones estadounidenses de 2016
En 2015 y 2016, antes de las elecciones presidenciales de Estados Unidos de 2016, el candidato republicano Donald Trump utilizó la corrección política como un objetivo común en su retórica. Según Trump, Barack Obama y Hillary Clinton estaban dispuestos a permitir que los estadounidenses comunes sufrieran porque su primera prioridad era la corrección política. Después de las elecciones de 2016, la columnista de Los Angeles Times Jessica Roy escribió que "corrección política" es uno de los términos clave utilizados por la alt-right.

### Como una teoría de conspiración
Algunos comentaristas conservadores en Occidente argumentan que la "corrección política" y el multiculturalismo son parte de una conspiración con el objetivo final de socavar los valores judeocristianos. Esta teoría, que sostiene que la corrección política se origina en la teoría crítica de la Escuela de Fráncfort como parte de una conspiración que sus defensores llaman "marxismo cultural", es generalmente conocida como la teoría conspirativa de la Escuela de Fráncfort por los académicos. La teoría se originó con el ensayo de Michael Minnicino de 1992 "New Dark Age: Frankfurt School y 'Political Correctness'", publicado en un diario de movimiento de Lyndon LaRouche. En 2001, el analista conservador Patrick Buchanan escribió en La muerte de Occidente que "la corrección política es el marxismo cultural", y que "su marca es la intolerancia".

### Acusaciones y controversias
En los Estados Unidos, las fuerzas izquierdistas de "corrección política" han sido acusadas de censura, y Time citó campañas contra la violencia en la televisión en red como una contribución a una "cultura dominante [que] se ha vuelto cautelosa, desinfectada, temerosa de su propia sombra" por "la atenta mirada de la policía de lo políticamentecorrecto", aunque en opinión de John Wilson las protestas y los boicots publicitarios contra los programas de televisión generalmente son organizadas por grupos religiosos de derecha que luchan contra la violencia, el sexo y las descripciones de la homosexualidad en la televisión.
En el Reino Unido, algunos periódicos informaron que una guardería había alterado la canción infantil "Baa Baa Black Sheep" para leer "Baa Baa Rainbow Sheep" y habían prohibido el original. Pero luego se informó que, de hecho, la guardería de Parents and Children Together (PACT) hizo que los niños "convirtieran la canción en una canción de acción...cantan ovejas felices, tristes, saltando, saltando, rosadas, azules, negras y blancas" etc". Esta historia se distribuyó ampliamente y luego se amplió para sugerir que se aplican otras prohibiciones lingüísticas a los términos "café negro" y "pizarra" (blackboard en inglés). La revista Private Eye informó que historias similares habían sido publicadas en la prensa británica desde que The Sun las publicó por primera vez en 1986.

### Uso satírico
Desde 1980, la corrección política es a menudo satirizada, por ejemplo en The PC Manifesto (1992) de Saul Jerushalmy y Rens Zbignieuw X, y Politically Correct Bedtime Stories (1994) de James Finn Garner, que presenta cuentos de hadas reescritos desde una perspectiva políticamente correcta exagerada. En 1994, la película de comedia PCU echó un vistazo a la corrección política en un campus universitario.
Otros ejemplos incluyen el programa de televisión Politically Incorrect de Bill Maher, la rutina "Euphemisms" de George Carlin y The Politically Correct Scrapbook. La popularidad del programa de dibujos animados de South Park condujo a la creación del término "republicano de South Park" por Andrew Sullivan, y más tarde al libro South Park Conservatives por Brian C. Anderson. En su temporada 19 (2015), South Park presentó al personaje PC Principal, que encarna el principio, para burlarse del principio de corrección política.
El presentador del Colbert Report, Stephen Colbert, a menudo hablaba, satíricamente, sobre la "Policía de la corrección política".